# Араї Рьоджі
Араї Рьоджі (яп. 荒井 良二 англ. Ryōji Arai; нар. 1956, Ямаґата) — японський ілюстратор, дизайнер.

## Біографія
Народився в місті Ямагата у 1956 році і проживає у Токіо. Вивчав мистецтво в Ніппонському університеті.
Ілюстрованні ним книги принесли йому кілька нагород в рідній Японії та всьому світі. У 1990 році він почав створювати ілюстровані книги. Того ж року він став лауреатом Премії ілюстрованих книжок Коданша у категорії «Картини лісу». Він створює ілюстрації і для невеличких книг для малюків, і для казок, віршів та книг для дорослих. Також він працював над рекламами, журналами та оформленням сцени.
Окрім ілюстрацій Араї створив анімаційний фільм «Країна Між світами», який був нагороджений як найкращий анімаційний фільм у 2006 році на Японському недійному арт-фестивалі.
У мальовничому світі Араї немає нічого неможливого. Шум і суєта міського життя співіснують із спокоєм лісу. Він малює аромати і почуття, музику й танець, рух і тишу.